# Pierre Lorthioir
Pour les articles homonymes, voir Lorthioir.
 (juillet 2022).
Pierre Lorthioir est un peintre et dessinateur français né le 31 mai 1937 à Saint-Amand-les-Eaux et mort le 28 juillet 2010 à Gouesnach.

## Biographie
Artiste autodidacte originaire du Nord de la France, il commence à peindre en 1965. 
Après avoir exercé la profession de chaudronnier, il réussit à vivre de son art.

## Démarche artistique
Pierre Lorthioir pratique la peinture acrylique et à l'huile, le pastel, l'aquarelle, le crayon, le fusain, la sanguine, le collage.
Il se tourne vers la peinture non figurative en 1985 (collage, proximité avec Antoni Tàpies pour la réutilisation des matériaux) pour quelques années puis revient à la figuration.
Il peint les paysages du Nord puis du pays bigouden ou encore quelques paysages espagnols (il y effectue un premier voyage en 1983).

## Expositions
- 1975 : première exposition personnelle dans le Hall de La Voix du Nord à Denain.
- 1978 : Galerie B, Pont-l'Abbé.
- 1982 : Galerie B, Pont-l'Abbé.
- 1982 : Exposition au Musée des Beaux-Arts d'Arras.
- 1983 : Galerie Robert Héraud à Sancerre.
- 1984 : Galerie Septentrion à Marq-en-Baroeuil en compagnie de Robert Heraud, A. Maume, J. Trovic[3].
- 1984 : Chapelle St-André (Nièvre).
- 1986 : Galerie Picturale à Mons (Belgique).
- 1988 : Galerie Philippe II, Valenciennes.
- 1989 : Galerie de l'Epée, Quimper[2].
- 1989 : Galerie B, Pont-l'Abbé[4],[5].
- 1989 : Espace Mobil M, Nantes.
- 1990 : Galerie Reach Art, Lyon.
- 1991 : Galerie Patrick Gaultier, Quimper.
- 1991 : Galerie Artemis, Nançay[6].
- 1992 : Galerie la Belle Angèle, Pont-Aven.
- 1992 : Galerie Guy Liso, Valenciennes[7].
- 1993 : Exposition à l'hôtel de Ville de Concarneau.
- 1993 : Galerie la Belle Angèle, Pont-Aven.
- 1994 : Galerie Guy Liso, Valenciennes[6].
- 1994 : Galerie Collage, Concarneau.
- 2003 : Fort de Sainte-Marine, Sainte-Marine[8].
- 2005 : Atelier du Prajou, Gouesnac'h[9].
- 2006 : Musée municipal, Abbatiale, Saint-Amand-les-Eaux[10],[11].
- 2008 : Fort de Sainte-Marine.
- 2009 : Atelier du Prajou, Gouesnac'h[12].

## Récompenses
- 1974 : Premier prix lors des «Peintres dans la rue » organisé par le groupe « Athénia » à Valenciennes.
- 1981 : Médaille d'or pour le concours de Académie des sciences, lettres et arts d'Arras (La Voix du Nord, mars 1981[13]).